# Ivars Silis
Ivars Silis (født 1. december 1940 i Riga) er en lettisk-født ingeniør, forfatter og fotograf bosat i Danmark og Grønland siden 1944. Hans familie flygtede fra Letland til København i 1944. Han beskriv sine oplevelser som flygtning i Danmark i eridringsbogen Slot Under Vand (Gyldendal, 2010) Efter endt uddannelse ved Danmarks Ingeniørakademi arbejdede han som geofysiker i Grønland hvor han også var deltager og leder på adskillige ekspeditioner. Han har lavet to prisbelønnede dokumentarfilm "Frozen Annals" (1994) om klimaforskning i arktis, og "Andala og Sofiannguaq" (2002). Hans oplevelser som ekspeditionsleder har gjort ham til selvskrevet medlem af Eventyrernes Klub. Han er velkendt i Grønland hvor hans fotokunst ofte udstilles og hans bøger om grønlandske forhold er populære. Han er gift med den grønlandske kunstner Aka Høegh og er far til kunstner og filminstruktør Inuk Silis Høegh og Bolatta Silis Høegh.

## Udvalgte Bøger
- 1970 - Slædesporene fyger til
- 1980 - Leben im hohen Norden - Grönland
- 1981 - Nanok
- 1982 - Kalaaleq - Grønland i dag
- 1985 -Tuugaaliq
- 1995 - Hvide Horisonter
- 1995 - Sten og Menneske
- 1997 - Hvalernes Fjord
- 1999 - Kender du Qaqortoq? - byen bag Storisen
- 2000 - Min Hvide Verden - 30 år med kamera i Grønland
- 2001 - Jagtbreve fra Arktis
- 2006 - Nabagi Pilis (på lettisk)
- 2009 - Slot under Vand
- 2011 - Disko – den blå bugt

## Dokumentarfilm
- 1994 - Frozen Annals/Vor enestående tid
- 2002 - Andala og Sofiannguaq
- I Samme Båd (s.m. Inuk Silis Høegh)